# 可果美
可果美株式会社（カゴメ株式会社，KAGOME CO.,LTD.，東證1部：2811）是日本一家以番茄为原料的食品和蔬果汁制造商和经销商。其核心产品是1995年推出的野菜生活100蔬菜汁。可果美是日本最大的番茄酱和番茄汁供应商。

## 历史
1899年，可果美創始人蟹江一太郎开始种植番茄，他很快就开始生产番茄醬和辣醬油。1917年，蟹江一太郎注册了可果美商标，然而直到1933年他才开始销售番茄汁。1949年，蟹江一太郎成立爱知番茄株式会社。1963年，爱知番茄改名为可果美株式会社；15年后，可果美株式会社在東京證券交易所上市。
1967年，台南食品、可果美、三井物產共同出資成立台灣可果美，資本額新台幣3,000萬元。
1998年，可果美在美国创立分公司。
2005年，可果美在中国创立可果美(杭州)食品有限公司，开始在当地生产果汁。在创立的前五年，该公司虽然果蔬汁销售量有增长，但从未盈利。2015年，该分公司进入破产清算。
2007年，可果美与朝日啤酒合作开发低酒精果蔬饮料。

## 参見
- 台灣可果美